# Douglas Maxted
Pour les articles homonymes, voir Maxted.
Douglas Maxted, né en 1914 à Londres et mort en 1999 en Australie, est un dessinateur de bande dessinée britannique.

## Œuvre
- Akim, Aventures et Voyages, collection Mon journal
  1.  Une Montagne de bananes roses, scénario de Fred Baker et Roberto Renzi, dessins d'Augusto Pedrazza et Douglas Maxted, 1971
  2.  Les Paracommandos à la rescousse, scénario de Fred Baker et Roberto Renzi, dessins d'Augusto Pedrazza et Douglas Maxted, 1972
  3. . L'Île des esclaves, scénario de Fred Baker et Roberto Renzi, dessins d'Augusto Pedrazza et Douglas Maxted, 1972
  4.  Le Défi, scénario de Fred Baker et Roberto Renzi, dessins d'Augusto Pedrazza et Douglas Maxted, 1972
- Les Rois de l'exploit, Aventures et Voyages, collection Mon Journal
  1.  Une sombre machination, scénario de Michel-Paul Giroud, Fred Baker et José Perez Fajardo, dessins de Douglas Maxted, Angelo Raffaele Todaro, José Perez Fajardo et Michel-Paul Giroud, 1978
- Tipi, Aventures et Voyages, collection Mon Journal
  1.  Les Kidnappers, scénario de Guido Martina, dessins de Douglas Maxted, 1977
- Totem, Aventures et Voyages, collection Mon journal
  1.  La Passerelle du Perro Loco, scénario de Fred Baker et Warren Tufts, dessins de Douglas Maxted et Warren Tufts, 1981
  2.  Trois poulets pour un flic, scénario de Fred Baker et Warren Tufts, dessins de Douglas Maxted, Prieto Muriana et Warren Tufts, 1982
- Yataca, Aventures et Voyages, collection Mon journal
  1.  Le Retour de Johnny Dexter, scénario de Fred Baker et Barrie Tomlinson, dessins d'Yvonne Hutton, Mike White, Barrie Mitchell et Douglas Maxted, 1988